# Mère adolescente

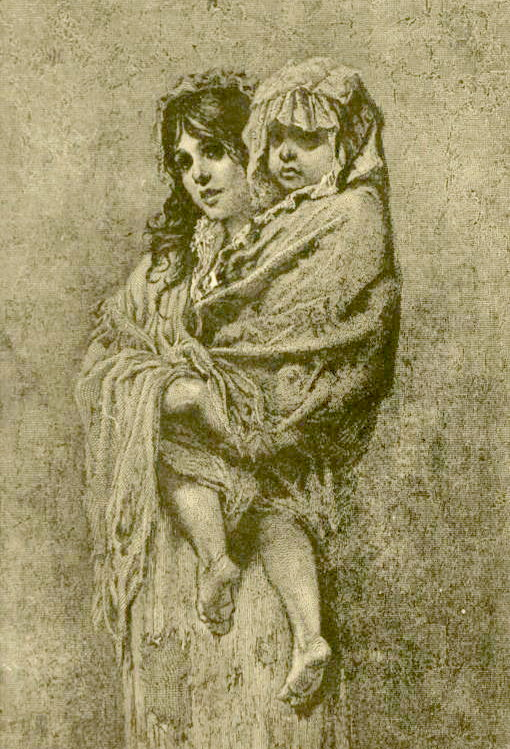
Une jeune mère serre son enfant contre elle, vers 1881

Une mère adolescente se dit d'une femme attendant ou ayant un enfant alors qu'elle n'a pas atteint la majorité. Le concept lui-même est flou, mais une appellation utilisée au Québec est « une jeune femme qui a donné naissance à un enfant et a choisi de l'élever avant d'avoir atteint l'âge de dix-huit ans. » Selon l'âge de la majorité civile, les définitions varient selon les pays.

## Répartition dans le monde
L'attitude vis-à-vis des mères adolescentes varie énormément selon les cultures, les religions, les traditions mais aussi le milieu social. Par exemple, en Éthiopie, la jeune fille devient mère dès l'âge de 12, 14 ou 15 ans, et pourra avoir plus de sept enfants à l'âge de 25 ans. En Angleterre, pays européen connu pour son taux élevé de mères adolescentes, les taux varient entre cent pour mille dans le quartier londonien de Lambeth et vingt pour mille dans le comté de Rutland.
Le tableau ci-dessous montre une étude mondiale sur la fertilité adolescente, et sur la relation avec le niveau de revenu.
| Région                      | Nombre de pays considérés | Moyenne | Quintile le plus pauvre | Quintile le plus riche | Différence |
| --------------------------- | ------------------------- | ------- | ----------------------- | ---------------------- | ---------- |
| Extrême-Orient              | 4                         | 46,0    | 76,5                    | 15,8                   | 60,8       |
| Europe                      | 4                         | 52,7    | 73,0                    | 31,3                   | 52,7       |
| Moyen-Orient et Maghreb     | 3                         | 62,7    | 111,7                   | 99,0                   | 12,7       |
| Amérique latine et Caraïbes | 9                         | 94,7    | 172,6                   | 36,9                   | 135,7      |

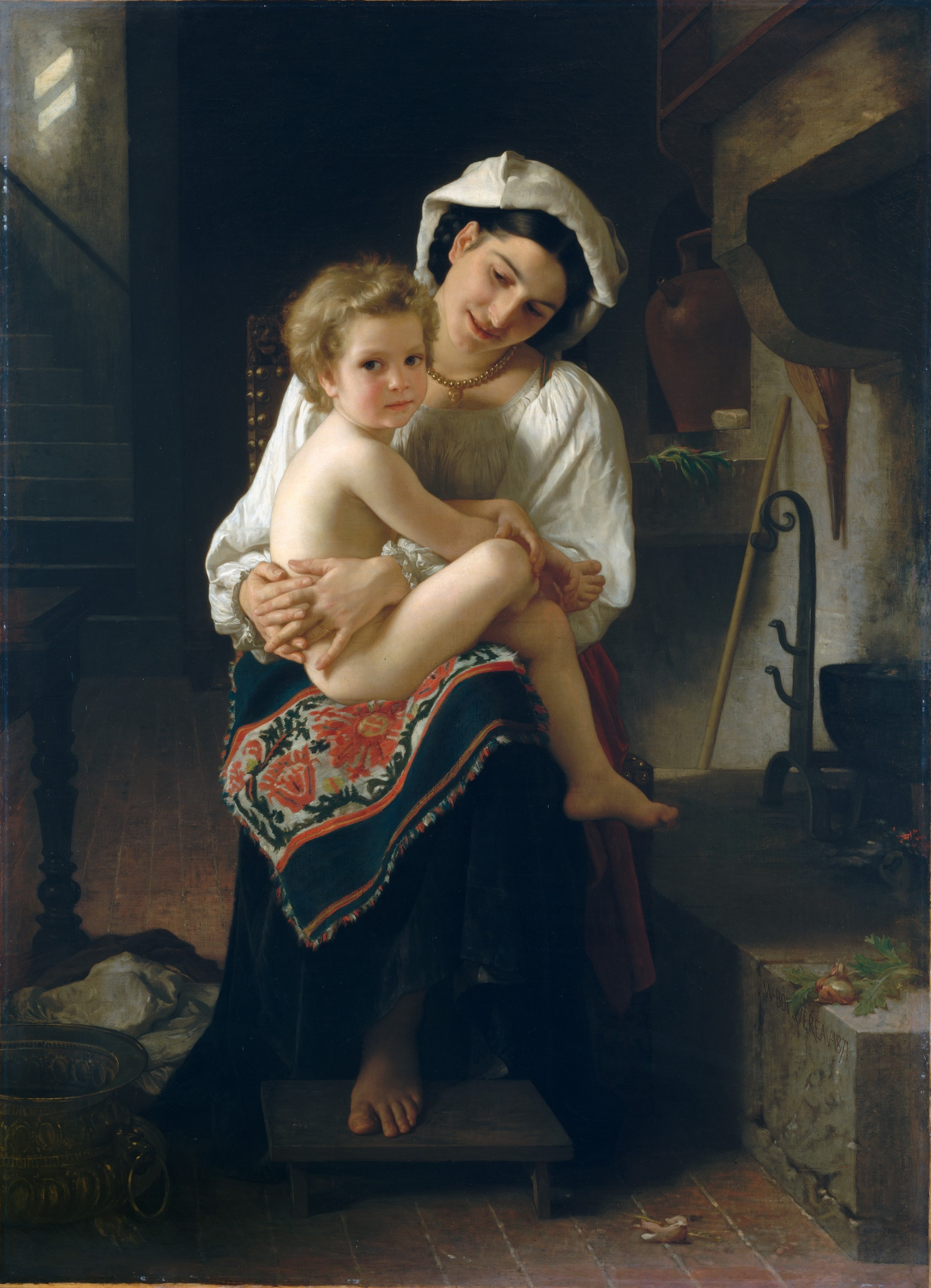
William Bouguereau : Jeune mère observant son enfant.

| Asie du Sud                 | 4                         | 108,8   | 146,3                   | 56,0                   | 90,3       |
| Afrique sub-saharienne      | 29                        | 131,9   | 169,6                   | 79,5                   | 90,0       |
| Moyenne globale             | 55                        | 106,5   | 148,6                   | 62,6                   | 86,1       |

## Conséquences
Outre les difficultés habituelles liées à la grossesse, la mère adolescente peut également éprouver des souffrances morales liées à sa position particulière dans la société, à l'attitude de sa famille qui peut aller du soutien au rejet complet, à sa relation avec le père de l'enfant qui peut lui-même être mineur et donc pas forcément capable de la soutenir suffisamment, ainsi qu'aux choix qui se posent à elle : décider de garder l'enfant est un choix lourd pour la famille entière, tandis que choisir l'avortement pose également problème dans certains pays.
Devenir mère adolescente est, dans de nombreux pays, considéré une épreuve qui met une jeune fille devant une responsabilité qu'elle ne peut assumer seule alors que la difficulté d'en parler à ses proches peut lui faire éprouver un profond sentiment de solitude et de détresse. Cette situation est loin d'être exceptionnelle et des associations existent pour partager des informations et trouver de l'aide. L'anonymat est garanti à celles qui le désirent.

## Dans la culture
- Mère adolescente - Confidences d'un père à propos de sa fille, livre 2015
- Jenny, Juno, film sud-coréen réalisé par Kim Ho-joon en 2005.
- Juno, film américain réalisé par Jason Reitman en 2007.
- La Vie secrète d'une ado ordinaire (série télévisée) créée par Brenda Hampton en 2008
- 14 sai no haha (14才の母?), littéralement une mère de 14 ans, drama japonais, 2006
- Clem, série télévisée diffusée sur TF1, pour la première fois le 22 février 2010
- Le Pacte de grossesse est un téléfilm américain réalisé par Rosemary Rodriguez et diffusé en 2010.
- 17 Filles film français réalisé par Delphine et Muriel Coulin en 2011.
- Le pacte des sept grossesses, Film espagnol tiré d'une histoire vraie, diffusé en 2013.
- Brenda's got a baby, de Tupac.
- Keisha's Song, de Kendrick Lamar
- How to love de Lil Wayne
- Rose d'Anne Sylvestre
- Aurélie de Colonel Reyel
- Devenir « mère ado », reportage photo de Viviane Dalles[6]